# Де Мистура, Стаффан
Стаффа́н де Мисту́ра (итал. Staffan de Mistura; род. 25 января 1947, Стокгольм) — итальянский дипломат шведского происхождения. Заместитель министра иностранных дел Италии (2011—2013). Специальный представитель Генерального секретаря ООН по Афганистану (2010—2011), специальный представитель Генерального секретаря ООН по Сирии (2014—2019).

## Биография
Окончил университет Ла Сапиенца в Риме (Италия).
- 1971—1972 — сотрудник Всемирной продовольственной программы (ВПП) ООН в Судане.
- 1972—1974 — сотрудник Продовольственной и сельскохозяйственной организации Объединенных Наций (ФАО) в Нью-Йорке.
- 1976—1985 — сотрудник Канцелярии генерального директора ФАО.
- 1985—1986 — представитель ЮНИСЕФ, руководитель кампании по вакцинации детей в Судане.
- 1986—1987 — сотрудник миссии Всемирной продовольственной программы в Судане.
- 1987—1988 — сотрудник гуманитарных миссий в Албании, Афганистане, Ираке, Дубровнике, Сараево.
- 1997—1999 — директор Информационного центра ООН в Риме.
- 2000—2004 — личный представитель Генерального секретаря ООН в Ливане.
- 2005 — март 2006 — заместитель специального представителя Генерального секретаря ООН по Ираку.
- сентябрь 2007 — июль 2009 — специальный представитель Генерального секретаря ООН по Ираку.
- 2009—2010 — заместитель исполнительного директора Всемирной продовольственной программы ООН.
- 2010—2011 — специальный представитель Генерального секретаря ООН по Афганистану.
- 2011—2013 — госсекретарь Министерства иностранных дел Италии.
- март 2013 — апрель 2014 — заместитель министра иностранных дел Италии.

С 5 мая 2014 года возглавил Европейский институт мира (Брюссель).
7 июля 2014 года назначен специальным представителем Генерального секретаря ООН по Сирии.
В сентябре 2021 года Марокко согласилось на назначение Стаффана де Мистура, личного посланника ООН в Западной Сахаре.
Стаффан де Мистура имеет двойное гражданство Италии и Швеции.
Женат. Есть две дочери.
Владеет шведским, итальянским, английским, французским, немецким, испанским и арабским языками.

## Награды
- Кавалер Большого креста ордена «За заслуги перед Итальянской Республикой» (8 мая 2014 года)[3].
- Великий офицер ордена «За заслуги перед Итальянской Республикой» (17 сентября 2007 года)[4].
- Командор ордена «За заслуги перед Итальянской Республикой»[5].
- Медаль Принца Карла (Швеция, 4 декабря 2017 года)
- Международный швед года 2016.